# Trichaptum fumosoavellaneum
Trichaptum fumosoavellaneum är en svampart som först beskrevs av Lars Gunnar Torgny Romell, och fick sitt nu gällande namn av Rajchenb. & Bianchin. 1991. Trichaptum fumosoavellaneum ingår i släktet Trichaptum och familjen Polyporaceae.   Inga underarter finns listade i Catalogue of Life.